# 瓦列里·托卡列夫
瓦列里·伊万诺维奇·托卡列夫（俄语：Валерий Иванович Токарев，羅馬化：Valeri Ivanovich Tokarev，1952年10月29日—）是俄罗斯已退役宇航员。

## 早年
1952年10月29日出生于阿斯特拉罕州卡普斯京亚尔靶场，父亲伊万·帕夫洛维奇·托卡列夫于1972年因车祸去世。他21岁从斯塔夫罗波尔高等航空军事学校毕业，成为一名歼击机飞行员。1983年，他以优异成绩毕业于阿斯特拉罕州试飞员培训中心，并于1987年通过空军选拔宇航员的医疗检查。之后接受了多项严格培训，掌握了40多种飞机和直升机的驾驶技术，最终于1997年正式加入加加林宇航员培训中心的宇航员队伍，成为俄罗斯第91位宇航员，也是世界上第388位宇航员。

### STS-96
1999年5月27日美国东部时间上午6时49分，托卡列夫等宇航员在美国肯尼迪航天中心乘坐发现号航天飞机飞往国际空间站，完成了自己的首次太空飞行。此次任务时长为9日19时13分。

### 远征12
2005年9月3日，他作为联盟TMA-7号飞船的指令长、远征12任务飞行工程师，与美国宇航员威廉·麦克阿瑟搭乘联盟TMA-7号载人飞船抵达国际空间站。
莫斯科时间2005年11月7日18时32分（北京时间23时32分），他和麦克阿瑟走出国际空间站，开始舱外任务。他们在空间站美国舱段外安装了一个摄像机并在站外拆除了一些设备。在完成全部任务后于莫斯科时间23时54分（北京时间8日凌晨4时54分）返回空间站。整个过程共持续5小时22分钟。
11月18日，他和麦克阿瑟驾驶联盟TMA-7载人飞船，将其从码头号对接舱移到曙光号功能货舱上，以保证顺利从码头号对接口钻出进行太空行走任务。2005年3月20日，他和麦克阿瑟驾驶飞船离开空间站曙光号功能货舱，与星辰号服务舱重新完成对接，为空间站4月1日迎接联盟TMA-8载人飞船让出了曙光号功能货舱对接口。
莫斯科时间2006年4月9日凌晨0时28分，乘坐有宇航员托卡列夫、麦克阿瑟和太空游客马库斯·蓬蒂斯的联盟TMA-7载人飞船与国际空间站星辰号服务舱分离，约2个半小时后开始减速，20分钟后飞船轨道舱、仪器舱和返回舱分离并进入地球大气层。飞船返回舱在距离地面10公里处打开降落伞，最终于凌晨3时47分（北京时间7时47分）在哈萨克斯坦阿尔卡雷克市东北部实现软着陆。 
统计
| # | 往返载具  | 发射时间（UTC）       | 任务代号 | 着陆时间（UTC）      | 时长总计      | 舱外活动次数 | 舱外活动时长 |
| - | --------- | --------------------- | -------- | -------------------- | ------------- | ------------ | ------------ |
| 1 | STS-96    | 1999年5月27日10时49分 | STS-96   | 1999年6月6日6时02分  | 9日19时13分   | 0            | 0            |
| 2 | 联盟TMA-7 | 2005年10月1日3时54分  | 远征12   | 2006年4月8日23时47分 | 189日19时53分 | 2            | 11时05分     |
|   |           |                       |          |                      | 199日15时06分 | 2            | 11时05分     |

## 荣誉
- 三级“在蘇聯武裝力量中為祖國服務勳章”（1978年）
- 俄罗斯联邦宇航员和俄罗斯联邦英雄（1999年）
- 四级“祖国功勋”勋章（2000年）
- 太空探索优异奖章（2011年）